# Evgeni Koroliov
Ne doit pas être confondu avec Evgeny Korolev.
Evgeni Alexandrovich Koroliov (russe : Евге́ний Алекса́ндрович Королёв) né le 1er octobre 1949 à Moscou est un pianiste russe classique.

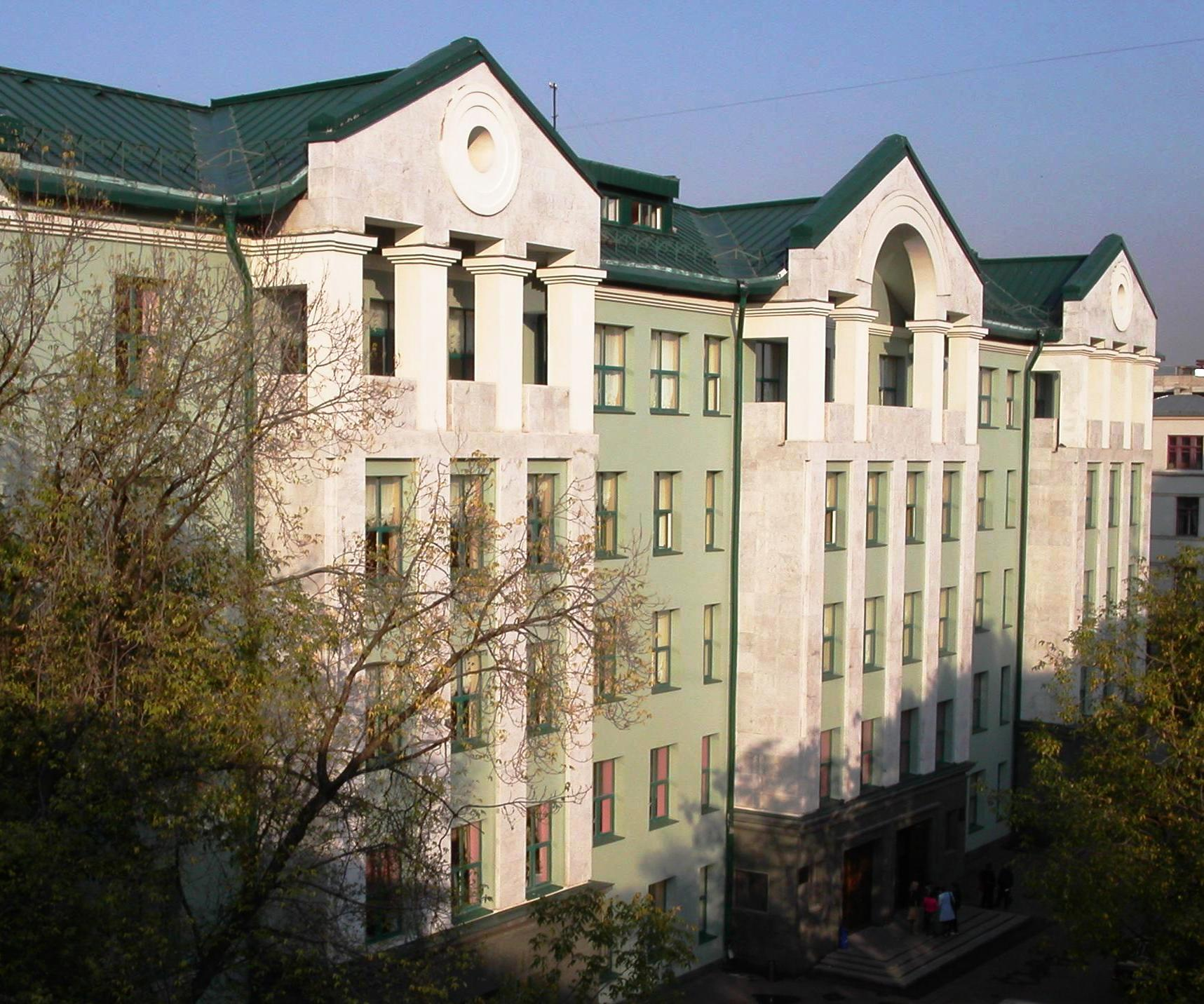
l'école centrale de musique de Moscou, photographiée en 2005

## Biographie
Son premier professeur est Anna Artobolevskaïa à l'école centrale de musique de Moscou. Plus tard, il reçoit aussi l'enseignement de Heinrich Neuhaus et Maria Youdina. Il poursuit ensuite ses études musicales au conservatoire de Moscou où il a pour maîtres Lev Oborine et Lev Naoumov et remporte de nombreux concours internationaux.

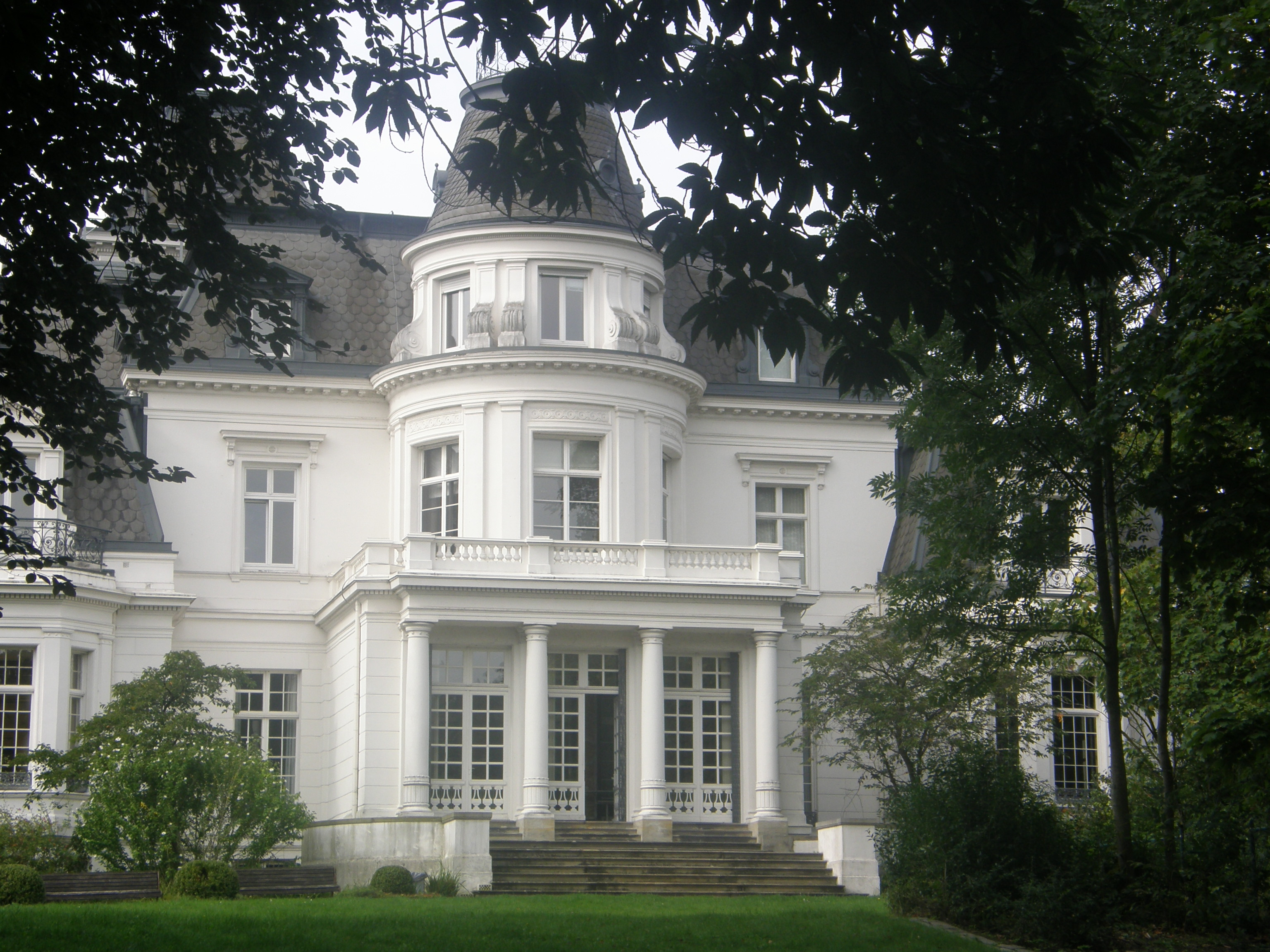
Le Budge-Palais de Hambourg, qui abrite la Hochschule für Musik und Theater où Koroliov enseigne de 1978 à 2015.

En 1978, il est nommé professeur à la Hochschule für Musik und Theater de Hambourg établissement où il enseigne jusqu'en 2015. Avec sa femme, la pianiste Lioupka Hadzi-Georgieva, il forme aussi un duo musical, le Duo Koroliov.

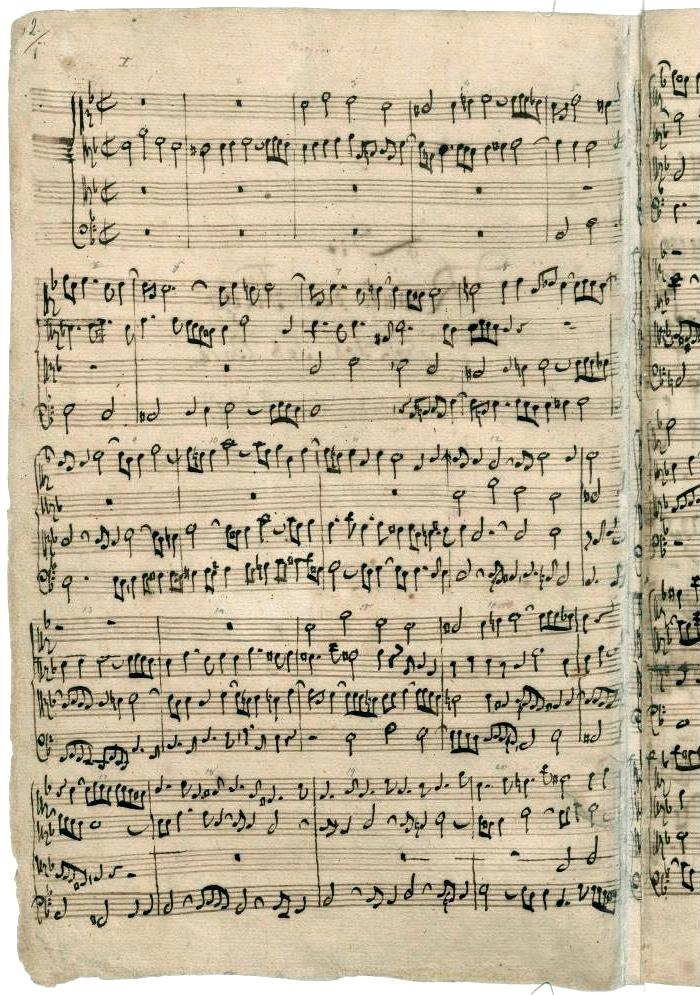
Manuscrit de la première page de l'Art de la fugue (Contrepoint n°1, v. 1742) de J.S. Bach.

Son domaine de prédilection est le répertoire pour clavier de J.S. Bach, notamment le Clavier bien tempéré qu'il a joué pour la première fois à Moscou à l'âge de dix-sept ans, et l'Art de la fugue, dont sa version était particulièrement prisée par György Ligeti, lequel déclarait à son propos :
« … but if I am to be allowed only one musical work on my desert island, then I should choose Koroliov's Bach, because forsaken, starving and dying of thirst, I would listen to it right up to my last breath ».
« ... mais si sur mon île déserte je n'avais droit qu'à une seule œuvre musicale, alors je choisirais Bach par Koroliov, car même abandonné, affamé et mourant de soif, je l'écouterais jusqu'à mon dernier souffle ».
Il est aussi connu pour ses interprétations de Haydn, Chopin, Debussy, de certaines œuvres de Mozart et de Schumann, et d'œuvres contemporaines comme celles de Chostakovitch, Messiaen et Ligeti.